# アナ・ヂ・オランダ
アナ・ヂ・オランダ（葡：Ana de Hollanda、本名アナ・マリア・アウヴィン・ブアルケ・ヂ・オランダ - Anna Maria Alvim Buarque de Hollanda、1948年8月12日生まれ、サンパウロ出身）はブラジルの歌手、作曲家、音楽プロデューサー、演出家、脚本家である。
2011年1月から2012年9月にかけてジルマ・ルセフ政権の文化大臣を務めていたことでも知られる。

## 人物
父親は歴史家のセルジオ・ブアルケ・ヂ・オランダ、母親はその妻のマリアである。アナを含めた7人兄弟であり、音楽家、詩人のシコ・ブアルケは兄、ジョアン・ジルベルトの妻として知られるミウシャとサンビスタのクリスチーナ・ブアルケは姉である。